# SN 1996cq
SN 1996cq – supernowa odkryta 13 marca 1996 roku w galaktyce A105702-0337. W momencie odkrycia miała maksymalną jasność 25,70m.